# Jakob (apostel, Alfeus son)
Aposteln Jakob, Alfeus son (Jakob, Alfaios son) var en av Jesu tolv apostlar, son till Alfeus. Han anses inte vara identisk med Jakob, Jesu bror (halvbror) (Galaterbrevet 1:19), en viktig ledare i kyrkan i Nya Testamentet, ej heller med Jakob, Sebedeus son, en annan av de tolv apostlarna. Hans helgondag firas den 3 maj (tillsammans med Filippos) i Romersk-katolska kyrkan, 1 maj i anglikanska kyrkan och 9 oktober i ortodoxa kyrkan.